# 9975 Takimotokoso
A 9975 Takimotokoso (ideiglenes jelöléssel 1993 RZ1) a Naprendszer kisbolygóövében található aszteroida. Endate Kin és  Vatanabe Kazuró fedezte fel 1993. szeptember 12-én.